# T-341
La T-341 és una carretera local de la comarca del Baix Ebre. Duu la T perquè és de les carreteres que pertanyen a la demarcació de Tarragona. Discorre pels termes municipals de Tortosa i Roquetes, tots dos de la comarca del Baix Ebre.
Comença a Tortosa, a l'extrem oriental del Pont de l'Estat, des d'on travessa l'Ebre cap al nord-oest, segueix l'Avinguda de Cristòfor Colom fins a l'Avinguda de l'Estadi, que segueix cap al nord-est, i de seguida torna a trencar cap al nord-oest per la Rambla de Catalunya. Segueix, en la mateixa direcció, la Plaça de la Corona d'Aragó i el Carrer d'Ausiàs Marc, fins que travessa el Canal de la Dreta de l'Ebre. Uns 100 metres abans d'arribar-hi, però, entra en el terme municipal de Roquetes, abandonant el de Tortosa. Continua encara cap al nord-oest, pel Carrer Major de Roquetes, fins que arriba a la cruïlla amb el Carrer de Sant Roc, on enllaça amb les carreteres T-342 i TV-3421.